# دوك مارتن
دوك مارتن (بالإنجليزية: Doc Martin)‏ هو لاعب كرة قاعدة أمريكي، ولد في 23 سبتمبر 1887 في Roxbury, Boston ‏ في الولايات المتحدة، وتوفي في 14 أبريل 1935 في ميلتون في الولايات المتحدة.

## وصلات خارجية
- دوك مارتن على موقعبيزبول رفرنس.كوم (الدوري الرئيسي) (الإنجليزية)
- دوك مارتن على موقعبيزبول رفرنس.كوم (الدوري الثانوي) (الإنجليزية)